# Cám dỗ
Cám dỗ (tiếng Ý: Incantesimo) là một phim truyền hình Ý xuất phẩm giai đoạn 1998 - 2008 trên kênh RAI2.

## Lịch sử
Cám dỗ lên sóng RAI2 ngày 8 tháng 6 năm 1998 như một giải pháp cho những người không coi chương trình Giải vô địch bóng đá thế giới 1998 đang phát đồng thời trên RAI1. Mặc dù nhà đầu tư cùng các tác giả không dự định thu hút thị hiếu bạn xem đài, nhưng con số 4 triệu lượt coi sau 10 tập buộc hãng sản xuất phải thực hiện tới 10 phần với tổng 588 tập, gây cơn sốt truyền hình tại nhiều quốc gia thập niên 2000.

## Nội dung
Truyện phim xoay quanh những con người làm việc tại bệnh viện Life ở Roma, mà trọng tâm là đôi bác sĩ đang trong quá trình tìm hiểu để tiến tới hôn nhân. Những con người ấy bắt đầu vì cuộc sống riêng mà dối nhau, si mê nhau và dần rơi vào tình trạng phạm tội với nhau.

## Kĩ thuật
Phim quay chủ yếu tại Roma.

### Sản xuất
- Tuyển lựa: Rita Forzano, Vanessa Giorgis, Simona Tartaglia, Jenny Tamburi
- Thiết kế: Vincenzo De Camillis
- Giám chế: Antonello Rubino
- Phục trang: Elisabetta Giacchi
- Hóa trang: Simona Castaldi, Giulio Pezza

### Diễn xuất
- Agnese Nano: Barbara Nardi
- Vanni Corbellini: Thomas Berger
- Giovanni Guidelli: Roberto Ansaldi
- Paola Pitagora: Giovanna Medici
- Delia Boccardo: Tilly Nardi
- Giuseppe Pambieri: Diego Olivares
- Paolo Malco: Giuseppe Ansaldi
- Daniela Poggi: Cristina Ansaldi
- Linda Batista: Denise Nascimento
- Guia Jelo: Costanza De Nittis
- Ray Lovelock: Hans Rudolph
- Warner Bentivegna: Emilio Dupré
- Caterina Vertova: Myriam Santi
- Kaspar Capparoni: Max Rudolph
- Patrizia La Fonte: Olga Sciarra
- Valentina Chico: Caterina Masi
- Alessio Boni: Marco Oberon
- Hélène Nardini: Rita Oberon
- Vanessa Gravina: Paola Dupré
- Giorgio Borghetti: Michele Massa
- Barbara Livi: Martina Morante
- Lorenzo Flaherty: Andrea Bini
- Antonia Liskova: Laura Gellini
- Lorenzo Ciompi: Luca Biagi
- Samuela Sardo: Giulia Donati
- Walter Nudo: Antonio Corradi
- Sonia Aquino: Rossella Natoli
- Alessandra Acciai: Cora Torrini
- Paolo Lanza: Oscar Sensi
- Orso Maria Guerrini: Ivano Nardi
- Ramona Badescu: Sonya Laris
- Nina Soldano: Luciana Galli
- Angiola Baggi: Anna Danesi
- Roberto Alpi: Giulio De Biase
- Emilio Bonucci: Carlo Giudici
- Luigi Maria Burruano: Vittorio Ajello
- Micaela Esdra: Rosalba Baroni
- Elisabetta Pellini: Dori/Lara Baroni
- Anna Melato: Franca Melli
- Giampiero Bianchi: Guido Morante
- Marzia Ubaldi: Amalia Forti
- Stefania Casini: Carla Ferrini
- Nino Castelnuovo: Ernesto Longhi
- Mirca Viola: Luisa Donati
- Laura Chiatti: Stella Loti
- Benedetta Massola: Ludovica Segre
- Carlotta Miti: Sara Segre
- Ivana Monti: Liliana Donati
- Giacomo Piperno: Renato Corradi
- Erika Blanc: Eleonora Loti
- Rodolfo Baldini: Cesare Gomez
- Luigi Diberti: Edoardo De Nittis
- Eleonora Brigliadori: Viviana Costantini
- Corinne Cléry: Viola Dessi
- Paolo Ferrari: Luciano Mauri
- Ivo Garrani: Umberto Curti

## Hậu trường
Tại Việt Nam, bộ phim lên sóng VTV1 kể từ năm 2000 trong khung giờ vàng là 21 giờ từ thứ Tư đến thứ Sáu hàng tuần, liên tiếp mấy năm liền nhận được sự quan tâm tích cực của khán giả. Sau khi bộ phim kết thúc, một trào lưu nhập khẩu và coi phim Ý đã trở nên rất phổ biến.